# Nicéforo Fernández
Nicéforo Amador Fernández (Nacido el 15 de agosto de 1919 en Santa Fe - ibidem, fallecido 10 de octubre de 1954) fue un exfutbolista argentino. Jugaba como mediocampista y su primer club fue Unión de Santa Fe.

## Carrera
En 1940 debutó profesionalmente en Unión de Santa Fe, en el primer año del tatengue en AFA, jugando el torneo de Segunda División. Al año siguiente pasó a Rosario Central, en Primera, donde sufrió la pérdida de categoría, aunque en 1942 participó del retorno al círculo máximo. En 1943 jugó en Talleres de Córdoba, y en 1944 retornó a Central, pero finalizó el año jugando en la T; totalizó ocho encuentros con la casaca auriazul en sus dos etapas. Con Talleres obtuvo en 1944 el Torneo Preparación y el Campeonato de la Liga Cordobesa de Fútbol, participando también de un recordado cotejo amistoso en el que el cuadro cordobés valupeó a Boca Juniors por 7-3, el 12 de octubre de 1944, con motivo de conmemorarse el 31° aniversario de la fundación de Talleres.

## Clubes
| Club                | País      | Año       |
| ------------------- | --------- | --------- |
| Unión de Santa Fe   | Argentina | 1940      |
| Rosario Central     | Argentina | 1941-1942 |
| Talleres de Córdoba | Argentina | 1943      |
| Rosario Central     | Argentina | 1944      |
| Talleres de Córdoba | Argentina | 1944      |
| Colón de Santa Fe   | Argentina | 1947      |

## Palmarés

### Títulos nacionales
| Equipo          | País      | Título           | Año  |
| --------------- | --------- | ---------------- | ---- |
| Rosario Central | Argentina | Segunda División | 1942 |

### Tïtulos regionales
| Equipo   | Liga      | País      | Título             | Año  |
| -------- | --------- | --------- | ------------------ | ---- |
| Talleres | Cordobesa | Argentina | Torneo Preparación | 1944 |
| Talleres | Cordobesa | Argentina | Primera División   | 1944 |